# 島民之寶
〈島民之寶〉（琉球語：／  ?）是日本搖滾樂團BEGIN的第23張單曲，由帝蓄娛樂於2002年5月22日發行。歌曲因訴說對沖繩的情懷被數多歌手大量翻唱，並成為樂團和沖繩縣的代表性歌曲。

## 概述
〈島民之寶〉是樂團主唱比嘉榮昇在2001年左右回到家鄉沖繩縣石垣市，請當時擔任石垣中學二年級老師的老同學讓學生寫下對島嶼的想法，為基礎創作而成。所屬專輯特別挑在琉球群島和小笠原群島政權移交30週年之際發行。發行後，歌曲被NHK冲绳放送局選為「沖繩本土回歸30週年形象歌曲」，並參加了第53回NHK紅白歌唱大賽。2003年，歌曲獲得山本健吉文學獎「歌詞部門」。沖繩部分地區會將其作為哎薩伴奏。
B面曲〈波〉翻唱自Donto（前BO GUMBOS成員）1997年個人專輯《DEEP SOUTH》的收錄曲。

## 曲目
全碟作曲：BEGIN
1. （詞／曲：BEGIN）
2. （詞／曲：Donto）
3. （詞／曲：BEGIN）

## 翻唱版本
- 2005年，SISTER KAYA（收錄於專輯《たからもの》）
- 2006年，Allister（英语：Allister）（收錄於專輯《Guilty Pleasures》，名為「Shimanchu Nu Takara」）
- 2007年，Hearts Grow（收錄於迷你專輯《サマーチャンプルー》）
- 2008年，Little whisper / Naomile（日语：Naomile）（收錄於翻唱專輯《SWEETS HOUSE for J-POP HIT COVERS》）
- 2008年，調皮鬼（收錄於翻唱專輯《凪唄》）
- 2009年，夏川里美（收錄於專輯《ココロノウタ》）
- 2009年，All Japan Goith（日语：All Japan Goith）（收錄於翻唱專輯《Agoo Road》，名為「島人ぬ宝/恋しくて」）
- 2010年，今井雄三（日语：今井ゆうぞう）（收錄於翻唱專輯《君と歩いた時間》）
- 2011年，ISSA（收錄於BEGIN致敬專輯《BEGIN 20th アニバーサリー スペシャル・トリビュート・アルバム》）
- 2013年，島袋寛子（收錄於翻唱專輯《私のオキナワ（日语：私のオキナワ）》）
- 2013年，BENI（收錄於翻唱專輯《COVERS:3》）
- 2019年，野村美菜（日语：野村未奈）（收錄於翻唱專輯《日本列島 歌巡り ～九州編～》）
- 2022年、Violinist SHOGO（日语：SHOGO (ヴァイオリニスト)）（收錄於翻唱專輯《てぃーだ》）
- 2025年、飛夏（CV:鬼頭明里）、夏菜（CV:菲魯茲·藍）（收錄於翻唱單曲《Cover Songs》、電視動畫《在沖繩喜歡上的女孩方言講得太過令人困擾》片尾曲）